# Phare de Vardø
Le phare de Vardø (en norvégien : Vardø fyr) est un  phare côtier situé sur l'île d'Hornøya, devant le port de la commune de Vardø, dans le comté de Finnmark (Norvège).
Il est géré par l'administration côtière norvégienne (en norvégien : Kystverket). Il est classé monument historique par le Riksantikvaren depuis 1998.

## Histoire
Le phare a été établi en 1896 au sommet de l'île inhabitée d'Hornøya surplombant le port de Vardø. Il a été automatisé en 1991. Sa lumière brûle du 12 août au 24 avril de chaque année, mais elle est éteinte pendant les étés à cause du soleil de minuit. Il est uniquement accessible par bateau et il est fermé au public.

## Description
Le phare  est une tour pyramidale de 20 mètres de haut, avec une galerie et une lanterne attenante à une maison de gardiens et d'autres bâtiments techniques. La tour est en bois recouvert de panneaux métalliques. Le phare est peint en blanc et la lanterne en rouge. Il émet, à une hauteur focale de 77 mètres, un éclat blanc toutes les 30 secondes. Sa portée nominale est de 23 milles nautiques (environ 43 km).
Identifiant : ARLHS : NOR-267 ; NF-9685 - Amirauté : L4210 - NGA : 14616 .
|                 |
| L'île d'Hornøya |

|                         |
| Le phare (vue de Vardø) |

### Lien connexe
- Liste des phares de Norvège